# 森野鍛冶哉
森野 鍛冶哉（もりの かじや、1905年 - 没年不詳）は、日本の俳優である。本名守内 守治郎（もりうち もりじろう）。新宿ムーランルージュ新宿座から映画界へ登場、現代劇のコメディを得意とし、大作の時代劇にも顔を出した。

## 経歴
1905年（明治38年）、福井県に生まれる。
その後上京し、1931年（昭和6年）12月31日にオープンした東京府東京市淀橋区角筈（現在の東京都新宿区新宿三丁目）のムーランルージュ新宿座に26歳で参加し、有馬是馬らとともに活躍した。1933年（昭和8年）、穂積純太郎原作の『失業侍気質』では主演を張る。同年、発足当初のP.C.L.映画製作所に引き抜かれ、専属俳優となる。
1934年（昭和9年）3月には東京宝塚劇場の専属俳優になり、『さくら音頭』などのヴァラエティショーに数多く出演し、それと平行してP.C.L.や京都にあったJ.O.スタヂオ製作の映画に出演する。また、後に劇団新喜劇に参加する。1942年（昭和17年）に9年を過ごした東宝を去り、二代目渋谷天外、浪花千栄子らの松竹家庭劇に参加する。
第二次世界大戦後の1946年（昭和20年）に松竹家庭劇が分裂し、森野は京都入りする。大映京都撮影所で『殴られたお殿様』等に出演していたが、1947年（昭和22年）4月15日に公開された片岡千恵蔵主演映画『龍虎伝』を最後に銀幕から姿を消し、それ以後の消息は杳として判っていない。

## フィルモグラフィ
P.C.L.映画製作所
- 純情の都　1933年　監督木村荘十二、原作島村龍三、主演千葉早智子
- 只野凡児 人生勉強　1934年　監督木村荘十二、原作麻生豊、主演藤原釜足、丸山定夫、古川緑波
- 恋の舗道　1934年　監督伊奈精一、原作・脚本田中栄三、主演伏見信子、谷幹一、沢蘭子　※J.O.スタヂオ太秦撮影所
- 坊つちやん　1935年　監督山本嘉次郎、原作夏目漱石、脚本小林勝、主演宇留木浩、共演夏目初子、徳川夢声、東屋三郎、藤原釜足、丸山定夫　※「赤シャツ」役
- 三色旗ビルディング　1935年　監督木村荘十二、原作サトウ・ハチロー、脚本小林正・永見柳二、主演徳川夢声、共演神田千鶴子、岸井明、西村楽天、三島雅夫、生方賢一郎、細川ちか子、小沢栄、藤原釜足、宇留木浩、夏目初子
- サーカス五人組　1935年　監督成瀬巳喜男、原作古川緑波、脚本伊馬鵜平・永見柳二、主演堤真佐子、共演大川平八郎、宇留木浩、藤原釜足、リキー宮川、御橋公　※「マネージャー・松本」役
- おほべら棒　1936年　監督・原作岡田敬、脚本江口又吉、藤原釜足、清川虹子、岸井明、徳川夢声、山縣直代
- 歌う弥次喜多 京大阪の巻　1937年　監督久保為義、製作森田信義、原作古川緑波、脚本菊田一夫、共演有馬是馬　※J.O.スタヂオ、主演

東宝映画京都撮影所
- 絵本五十三次　1938年　監督下村健二、脚本小林正、共演高勢実乗　※主演
- 相馬の金さん　1938年　監督稲葉蛟児、原作岡本綺堂、脚本児井英男、主演海江田譲二、出演進藤英太郎
- エンタツ、アチャコの忍術道中記　1939年　監督・脚本岡田敬、製作滝村和男、主演横山エンタツ、花菱アチャコ、共演高勢実乗、清川虹子、堤真佐子
- むかしの歌　1939年　監督石田民三、原作・脚本森本薫、主演花井蘭子
- 忘られぬ瞳　1939年　監督渡辺邦男、製作竹井諒、脚本川端二郎、主演岸井明、神田千鶴子、小杉義男、清川虹子
- 忠臣蔵 前篇　1939年　監督滝沢英輔、製作森田信義、脚本三村伸太郎、主演大河内伝次郎、共演長谷川一夫、黒川弥太郎、入江たか子、山田五十鈴、千葉早智子、古川緑波、榎本健一、横山エンタツ、花菱アチャコ、柳田貞一、小沢栄　※「宗匠宗遍」役
- 忠臣蔵 後篇　1939年　監督山本嘉次郎、製作青柳信雄　※「宗匠宗遍」役、キャストは同様
- お転婆社長　1940年　監督藤田潤一、製作山下良三、脚本八住利雄、主演江戸川蘭子、立松晃、悦ちゃん
- 姉の出征　1940年　監督近藤勝彦、製作竹井諒、原作・脚本真壁博、主演高峰秀子、山根寿子、小杉義男
- 鷲ノ王峠　1941年　監督・脚本伊藤大輔、原作三好十郎、主演坂東簔助、河津清三郎、月形龍之介、伏見信子　※松竹下加茂撮影所

大映京都撮影所
- 殴られたお殿様　1946年　監督・脚本丸根賛太郎、主演市川右太衛門、羅門光三郎、原健作
- 龍虎伝　1947年　監督森一生、原作岩下俊作、脚本八尋不二、主演片岡千恵蔵、嵐寛寿郎